# توليو بورغز
توليو بورغز (بالبرتغالية: Túlio Borges‏) هو لاعب كرة قدم برازيلي، ولد في 12 سبتمبر 1990 في ساو باولو في البرازيل.